# Erwan Bergot
Erwan Bergot (* 27. Januar 1930 in Bordeaux, Département Gironde; † 1. Mai 1993 in Paris) war ein französischer Offizier und Schriftsteller.

## Leben
Bergot war bretonischer Abstammung. Seine Schulzeit absolvierte er an einem Jesuitenkolleg und trat anschließend sofort in die Armee ein. Er diente im 11e régiment parachutiste de choc (Algerien) und wurde später zum 6e bataillon de parachutistes coloniaux (Indochina) versetzt.
Bergot wurde von den Việt Minh gerfangen genommen, konnte aber verletzt entkommen. Unter Befehl von Marcel Bigeard kämpfte Bergot u. a. in der Schlacht um Điện Biên Phủ.
1962, zurück in Frankreich, betraute man Bergot mit der Leitung einer Zeitschrift für die französische Armee. Während dieser Zeit begann er auch, für diese Zeitschrift zu schreiben. Daneben versuchte er sich auch an größeren Werken und konnte 1964 mit Deuxième classe à Dien-Bien-Phu erfolgreich als Schriftsteller debütieren.
Am 1. Mai 1993 starb Erwan Bergot mit 63 Jahren in Paris und fand dort auch seine letzte Ruhestätte.

## Ehrungen (Auswahl)
- Kommandeur der Ehrenlegion
- Croix de la Valeur militaire
- Croix du Combattant
- 1984 Prix Claude-Farrère
- Der Literaturpreis Prix littéraire de l’armée de Terre – Erwan Bergot wurde ihm zu Ehren 1995 gestiftet

## Werke (Auswahl)
Belletristik
- Sud lointain. Presses de la Cité, Paris 1990/91

1. Le courier de Saïgon. 1990
2. La rivière des parfums. 1990
3. Le maître de Baotan. 1991

- Les sentiers de la guerre. Presses de la Cité, Paris 1981/83

1. Les sentiers de la guerre. 1981.
2. Frères d'ames. 1982.
3. Le flambeau. 1982.

- Die kleinen Sonnen. Roman (Les petits soleils, 1967). Hestia-Verlag, Bayreuth 1968.

Sachbücher
- La Légion. Balland, Paris 1972.
- Le régiment de marche de la Légion. Presses de la Cité, Paris 1984.
- Bigeard. Perrin, Paris 1988.
- Indochine 1951. L'année de Lattre. Paris 1980
- La coloniale du rif au Tchad. 1925-1980. Presses de la Cité, Paris 1982.
- Vandenberghe. Le priate du delta. Balland, Paris 1973.

| Personendaten    | Personendaten                             |
| ---------------- | ----------------------------------------- |
| NAME             | Bergot, Erwan                             |
| KURZBESCHREIBUNG | französischer Offizier und Schriftsteller |
| GEBURTSDATUM     | 27. Januar 1930                           |
| GEBURTSORT       | Bordeaux, Département Gironde             |
| STERBEDATUM      | 1. Mai 1993                               |
| STERBEORT        | Paris                                     |